# Crataegus aquacervensis
Crataegus aquacervensis — вид квіткових рослин із родини трояндових (Rosaceae).

## Біоморфологічна характеристика
Це густо гіллястий кущ 2–4 метри заввишки. Нові гілочки майже голі, 1-річні від середньо до темно-коричневого, старші від сірого до темно-сірого забарвлення. Колючки на гілочках зазвичай вигнуті, ± міцні, 3–6.5 см, 2-річні темно-червоно-коричневі. Листки: ніжки листків 30–40% від довжини пластини, волосисті (тільки в адаксіальній борозні), сидяче-залозисті; листові пластини яйцеподібні або від кутасто-яйцеподібної до широко-еліптичної форми, 3–3.5 см у час цвітіння, 4–7 см у час зрілості, основа від клиноподібної до широко-клиноподібної, верхівки часток гострі, а краї пилчасті, нижня поверхня гола, прожилки іноді густо дрібноволохаті, верх ± густо притиснуто запушений. Суцвіття 5–12-квіткові. Квітки 15–18 мм у діаметрі. Яблука червонувато-червонувато-пурпурного забарвлення спочатку (кінець серпня), тьмяно-пурпурні коли дозрілі (середина вересня), від еліпсоїдної до широко-еліпсоїдної або яйцеподібної форми, 10–12 мм у діаметрі, голі або від помірно до густо запушені. Період цвітіння: кінець травня й початок червня; період плодоношення: серпень і вересень.

## Середовище проживання
Зростає на півдні Канади — Альберта, Саскачеван.
Населяє хмизняки та світлі тополеві насадження; на висотах 800–1200 метрів.